# Astra 1K
O Astra 1K foi um satélite de comunicação geoestacionário europeu construído pela empresa Alcatel Space ele estava planejado para ser colocado na posição orbital de 19,2 graus de longitude leste e seria operado pela SES Astra, divisão da SES. O satélite foi baseado na plataforma Spacebus-3000B3S e sua vida útil estimada era de 15 anos.

## História
O Astra 1K era um satélite de comunicações equipado com 52 transponders em banda Ku e dois de banda Ka, e seria posicionado a 19,2 graus de longitude leste. O mesmo tinha uma massa de lançamento de 5.250 kg, com 13 kW de energia no final de sua de vida, extensão total de 37 metros, altura de 6,6 metros, 10 antenas refletoras diferentes. Em suma, o Astra 1K era um satélite poderoso, versátil e altamente confiável, com apontamento de alta precisão e uma longa vida útil.
Por causa de seu enorme tamanho, o Astra 1K iria substituir três satélites Astra em órbita, e também seria um reserva em órbita para um quatro satélite. Ao mesmo tempo, este satélite fornecia flexibilidade de multimissão, incluindo a reutilização de frequência em serviços de multimídia em banda Ku e banda Ka. Ele ofereceria cobertura pan-europeia, que se estenderia desde a Espanha e Portugal até o resto da Europa continental.
Devido a uma falha do veículo de lançamento, o Astra 1K ficou preso em uma órbita terrestre baixa. Foi deorbited em 9.12.2002 sobre o Pacífico.
Um satélite de substituição, o Astra 1KR foi lançado com sucesso em 2006.

## Lançamento
O satélite foi lançado ao espaço no dia 25 de novembro de 2002, às 23:04:23 UTC, por meio de um veículo Proton-K/Blok-DM3, lançado a partir do Cosmódromo de Baikonur  no Cazaquistão. Devido a uma falha, o estágio superior do foguete não conseguiu colocar o satélite na órbita geoestacionária e deixou-o em uma órbita circular com 176 km. Ele tinha uma massa de lançamento de 5.250 kg.

## Capacidade e cobertura
O Astra 1K era equipado com 52 transponders em banda Ku e 2 em banda Ka para prestar serviços de telecomunicação com cobertura sobre a Europa.